# I trasfigurati
I trasfigurati è un romanzo di fantascienza dello scrittore inglese John Wyndham, edito nel Regno Unito nel 1955 con il titolo originale The Chrysalids, anche conosciuto con il titolo dell'edizione statunitense Re-Birth.
Il volume fu pubblicato in Italia l'11 aprile 1957 nella collana di fantascienza Urania (numero 149) ed ivi ripubblicato come ristampa, il 6 novembre 1966 (numero 448). È stato inserito all'interno dell'antologia Mutanti e mutazioni, composta unicamente da romanzi e racconti di Wyndham, pubblicata in Biblioteca di Urania nel settembre 1980.

## Trama
(la Definizione)
David Strorm è un ragazzo del villaggio di Waknuk. Figlio del predicatore Joseph Strorm, è abituato alle continue esortazioni alla purezza della vera immagine, ed agli ammonimenti a guardarsi dal Mutante. Ma tutta questa serie di massime, come pure la stessa Definizione, che viene ripetuta ogni domenica durante le funzioni religiose, rappresenta una sovrastruttura educativa, un insieme di formule trite e ritrite, che non viene veramente compreso dal giovane. Finché, un giorno, egli si imbatte in Sophie, una bimba che non fa parte della sua comunità, e che ha sei dita dei piedi anziché cinque. È a questo punto che il giovane David è costretto a prendere coscienza del vero significato dei dettami religiosi, nonché a prendere posizione rispetto ad essi: decide, infatti, di tenere il segreto, e di non rivelare ad alcuno l'esistenza di Sophie.
La comunità di Waknuk è assai prosperosa, rispetto alle altre zone civilizzate. Dopo che il Signore ha mandato la Tribolazione, solo poche aree sono rimaste coltivabili, e anche in esse capitano annate magre, caratterizzate da raccolti infestati dai Reati, che pertanto devono essere completamente distrutti. Un Reato - ad esempio una spiga di grano diversa dalle altre, o anche un animale con una forma strana - è un'aberrazione, rappresenta una deviazione dalla vera immagine, e dunque non può essere mangiato o tollerato. Va ucciso ed offerto in sacrificio. Invece una persona, con caratteristiche differenti rispetto alle altre, non è un Reato, ma un Sacrilegio. Va sterilizzata e cacciata al di là delle Frontiere. Dopo le frontiere vi sono soltanto le Male Terre, che quasi nessuno ha mai esplorato. 
Waknuk si trova in una zona chiamata dagli Antichi "Labrador". Si pensa che, quando il Signore mandò la Tribolazione, il Labrador sia stata una delle poche zone della Terra a salvarsi. In effetti, non ci sono molte notizie del mondo degli Antichi, prima della Tribolazione, perché gli unici libri ad essere recuperati sono stati la Bibbia e i Pentimenti, di Nicholson. Su questa base è stata edificata una struttura sociale assolutamente intransigente nei confronti della diversità, dotata di appositi Ispettori che devono certificare la conformità di ogni nuovo nato alla vera immagine.
Naturalmente, vi sono continui tentativi di far passare per "normale" ciò che non lo è; la stessa Sophie è stata tenuta nascosta dai suoi genitori. Ad esempio, quando Emily Strorm, la madre di David, mette al mondo la piccola Petra, riceve la visita di sua sorella Harriet, che la scongiura, fra le lacrime, di scambiare temporaneamente Petra con la sua neonata mutante, in modo da ingannare l'Ispettore e ottenere il certificato di conformità alla vera immagine. La reazione sdegnata di Emily, nonché il furore di Joseph, la scacciano dalla fattoria degli Strorm, e la spingeranno ad una decisione fatale.
David, oltre a conservare il segreto di Sophie, deve anche fare i conti con la sua propria particolarità, che è invisibile ma non per questo meno pericolosa agli occhi della società: la capacità di comunicare telepaticamente con altri ragazzi della comunità, che terranno gelosamente il segreto fino a che, alcuni anni dopo, esso inevitabilmente trapelerà, mettendo in pericolo tutto il gruppo.
Attraverso una precipitosa fuga nelle Frontiere, David, sua cugina Rosalind e la sorellina Petra tenteranno di mettersi in salvo. Catturati dai Mutanti, si troveranno fra due fuochi, fino alla soluzione finale, caratterizzata dall'intervento di un gruppo di Zelandesi, una comunità rimasta isolata all'epoca della Tribolazione e tecnologicamente avanzata.

## Commento
I trasfigurati è un classico romanzo di fantascienza post-apocalittica, in cui un cataclisma devastante - che si intuisce essere un olocausto atomico di proporzioni planetarie - ha ripiombato l'umanità nell'epoca della società agricola pre-industriale, costituita da piccole comunità e caratterizzata dalla prevalenza della famiglia allargata.
Tuttavia, a differenza dell'originaria società medioevale, queste piccole comunità del "dopobomba" sono dominate dall'intolleranza religiosa e da un atavico terrore della diversità. Il diverso, il mutante, l'alieno, deve essere estromesso, espulso dalla comunità, o addirittura distrutto, al fine di preservare la purezza delle specie e prevenire la contaminazione dell'equilibrio naturale. 
In realtà non tutte le comunità sono rigide a questo modo: Wyndham articola le differenze sia fra gli individui, sia tra i vari villaggi. Tuttavia, la paura della diversità risulta essere un tratto caratterizzante della società post-apocalittica del Labrador.
Solo nell'ultima parte del libro si scoprirà che, in realtà, il Labrador non è l'unica zona della Terra che è scampata, ma che esistono altre aree abitate sul pianeta. La catastrofe, tagliando i collegamenti fra le culture differenti, ha segregato l'umanità in società indipendenti, con livelli assai diversi di conoscenze tecnologiche, nonché con diverse (e non tutte intolleranti) visioni del mondo. Saranno proprio gli Zelandesi, contattati grazie alle straordinarie capacità telepatiche della piccola Petra, il deus ex machina che risolverà la situazione nell'ultima scena. 
Il romanzo è dominato anche da uno dei temi classici di Wyndham: la conoscenza delle informazioni. Come in Chocky e ne Il lichene cinese, la conoscenza di un fatto può essere all'origine di un radicale cambiamento nella storia individuale e collettiva. In particolare, nel caso dei Trasfigurati, la conoscenza delle capacità telepatiche del gruppo di David, rappresenta il movens che innesca le vicende della seconda parte della narrazione.

## Edizioni
- John Wyndham, The Chrysalids, 1955.
- John Wyndham, I trasfigurati, traduzione di Hilia Brinis, collana Biblioteca di Urania n° 7, Arnoldo Mondadori Editore, 1980,  p. 139.